# 2018평창동계올림픽대회및동계패럴림픽대회조직위원회
2018평창동계올림픽대회및동계패럴림픽대회조직위원회(PyeongChang Organizing Committee for the 2018 Olympic & Paralympic Games, POCOG)는 대한민국 평창군과 강릉시, 정선군에서 개최되는 2018 평창 동계올림픽과 2018년 평창 동계패럴림픽을 성공적으로 개최하기 위해 대회를 계획 준비하고 운영했던 조직이다. 2011년 10월 5일 평창의 유치위원회가 해산되면서 2011년 10월 19일 평창 동계 올림픽 조직위원회가 이어 출범하였고 2019년 3월 31일자로 해산되었다. 이후 잔여 잉여금 등은 결산 절차를 거쳐 평창 동계 올림픽의 유산 사업을 전담할 2018평창 기념재단에 약 650억을 출연하기로 결정하였다.

## 조직위원회 구성
2018평창동계올림픽대회및동계패럴림픽대회조직위원회는 2016년 12월 기준으로 당연직위원99명과 선출직위원34명을 포함 총 133명으로 구성되어있다.
- 고문단(6명) : 국무총리, 국회의장, 이건희 IOC위원, 허창수 전국경제인연합회장, 손경식 전 대한상공회의소회장, 윤세영 SBS 명예회장 등
- 부위원장(8명) : 강원도지사, 문화체육관광부 장관, 대한체육회 공동 회장 2명, 대한장애인체육회 회장, 대한빙상경기연맹 회장, 평창조직위 사무총장, 평창조직위 국제부위원장등
- 집행위원회(16명)
- 자문위원회(43명)
- 감사(2명)

소재지
- 서울특별시 송파구 백제고분로 69
- 강원도 평창군 대관령면 올림픽로 108-27
- 강원도 강릉시 교동광장로 100번길 17-3

## 조직위원장
현재의 2018 평창 동계올림픽 조직위원회의 위원장은 전 산업자원부 장관이자 LG상사 고문 이희범이다.

## 목표
평창 동계올림픽 조직위원회의 목표는 문화 올림픽, 환경 올림픽, 평화 올림픽, 경제 올림픽을 구축하는 것이다. 평창동계올림픽의 10대 성공 조건으로는 선수와 경기 중심의 시설과 시스템을 구축하고 최소 비용과 최대 편익을 거양, 완벽한 안전대회를 담보하며 편리한 접근 교통망을 구축, 지속가능한 유산을 만들고 남기기, 질 높고 특색있는 문화 관광 상품을 개발, 전 국민적 참여 분위기 조성, 참관객 편의성 극대화, 분단의 상징 지역에서 남북화해 협력의 장을 마련 하는 것이다.

## 대회 준비
2018년 평창 동계 올림픽의 대회 준비 체계는 평창동계올림픽조직위원회와 대한민국 정부, 국회, 강원도를 비롯한 개최도시(평창군, 강릉시, 정선군), 자치단체, 민간협의체가 된다.

### 평창 동계 올림픽 특별법
- 2018 평창 동계올림픽대회 및 장애인동계올림픽대회 지원 등에 관한 특별법이 2012년 1월 26일에 제정되어 안정적인 대회 준비, 동계올림픽 특구 개발 사업이 시행된다.

#### 동계 올림픽 특별 구역
2018 평창 동계올림픽대회 및 장애인동계올림픽대회 지원 등에 관한 특별법에 근거하여 2018년 평창 동계 올림픽의 성공적 개최와 대회 이후 개최도시의 지속가능한 지역 발전을 위해 평창군, 강릉시, 정선군 일원에 관광 개발과 진흥, 산업, 주거·도시경관, 교통·생활인프라 부문 등에 향후 20년간 특구 개발 사업이 시행된다. 동계 올림픽 특구는 입지 특성과 보유자원, 올림픽 대회시 기능 등에 따라 크게 5개 특구, 11개 단위 개발 사업 지구로 나누어 상호 보완적 개발을 하게 된다.
- 종합 특구 : 평창군 건강 올림픽 특구, 강릉시 문화 올림픽 특구
- 기능 특구 : 평창군 봉평 레저 · 문화 창작 특구, 강릉시 금진 온천 휴양 특구, 정선군 생태 체험 특구

### 평창 동계 올림픽 시설
- 평창동계올림픽의 신설 경기장은 개폐회식이 열리는 주 경기장을 포함하여 총 7개의 경기장이며, 올림픽 선수촌은 2개 지구(마운틴 클러스터 지구, 코스탈 클러스터 지구)로 나누어 건립된다.

- 마운틴 클러스터 신설 경기장 : 평창 올림픽 스타디움, 평창 알펜시아 슬라이딩 센터, 정선 알파인 경기장 (3개소 신설)

- 코스탈 클러스터 신설 경기장 : 강릉 아이스 아레나, 강릉 스피드 스케이팅 경기장, 강릉 하키 센터, 관동 하키 센터 (4개소 신설)

- 올림픽 선수촌 : 평창 마운틴 클러스터 선수촌, 강릉 올림픽 선수촌 및 미디어촌 (2개소 신설)

- 대회 지원 시설 : 평창 알펜시아 국제 방송 센터(신설), 평창 알펜시아 메인 프레스 센터

- 평창동계올림픽의 신설 경기장은 대한민국 정부의 지원하에 건설되며 주 경기장은 2017년 말, 외 6개 경기장은 2017년 상반기 내 완공될 예정이다.
- 평창동계올림픽의 올림픽 선수촌 시설은 총 2개소로, 평창 마운틴 클러스터 선수촌, 강릉 코스탈 클러스터 선수촌이 2017년 말까지 개발될 예정이다.
- 평창동계올림픽의 신설 교통망은 광주원주고속도로와 경강선이 있다. 경강선은 2017년 말 개통될 예정이며, 수도권과 개최도시 간의 접근 시간이 1시간대로 줄어들게 된다.
- 평창동계올림픽의 대회 지원 시설인 메인프레스센터(MPC)는 기존 알펜시아 컨벤션센터를 활용, 국제방송센터(IBC)는 신설될 예정이다.

### 올림픽 파트너
- 국제 올림픽 파트너

코카콜라
Atos
DOW
GE
맥도날드
파나소닉
OMEGA
삼성
VISA
P&G
브리지스톤
토요타(렉서스)
알리바바
인텔
- 2018 평창동계올림픽 공식파트너

KT (통신)
노스페이스 (스포츠의류)
대한항공 (항공)
SK (정유, 반도체)
LG (건설, 홍보)
롯데 (백화점, 면세점)
포스코 (철강, 건설)
- 2018 평창동계올림픽 공식스폰서

삼성생명 (생명보험)
삼성화재 (화재보험)
EF (교육서비스)
쌍용정보통신 (웹사이트 서비스)
네이버 (인터넷 포털)
한화 (불꽃, 성화봉)

## 유치위원회
2018년 평창 동계 올림픽 조직위원회가 출범되기까지 평창 동계 올림픽 유치를 위해 3번의 유치위원회가 출범하고 해산되었다.
- 2000년 12월 12일 ~ 2003년 8월 13일 : 2010년 동계올림픽 평창 유치위원회 (유치위원장 공로명)
- 2005년 3월 31일 ~ 2007년 10월 4일 : 2014년 동계올림픽 평창 유치위원회 (유치위원장 한승수)
- 2009년 9월 14일 ~ 2011년 10월 5일 : 2018년 동계올림픽 평창 유치위원회 (유치위원장 김진선, 조양호)

### 대회 유치 과정
- 국제 규격을 갖춘 용평리조트 스키장과 1999년 동계 아시안 게임 개최 경험으로 강원도 평창은 2010년 동계올림픽 유치를 희망하며 2010년 동계 올림픽 평창 유치위원회가 출범하고 유치 활동을 시작하였다. 2010년 동계 올림픽 개최지 선정이 실시된 제 115차 국제올림픽위원회 (IOC) 총회에서 평창은 밴쿠버, 잘츠부르크와 함께 개최지 투표를 진행하게 되었으며 그 결과 밴쿠버와 평창이 2차 투표에서 3표의 차이(밴쿠버 56표, 평창 53표)로 캐나다 밴쿠버가 2010년 동계 올림픽 유치권을 가져가게 되었다.
- 준비가 부족했다는 판단 아래 재도전을 하게 되었다. 이에 2014년 동계올림픽 평창 유치위원회가 출범하였다. 전국민 동계올림픽 유치 붐을 일으켰고 국내외 홍보 활동과 대회 프리젠테이션 준비에 많은 힘을 썼다. 또 평창은 2010년 동계올림픽 유치 활동에서 세웠던 경기 계획과 다르게 경기장을 재배치하고 경기장 보완에 힘썼다. 그러나 두번째 도전은 평창뿐만이 아니었다. 오스트리아 잘츠부르크도 평창과 함께 2014년 동계 올림픽 개최를 위해 유치 활동에 뛰어들었고, 러시아 소치가 새로운 개최지 후보 명단에 올라 평창과 라이벌 구도를 형성하였다. 그 후 제119차 국제올림픽위원회 (IOC) 총회에서 잘츠부르크는 1차 투표에서 탈락하게 되었고 평창과 소치가 2차 투표를 진행했으나 4표의 차이(소치 51표, 평창 47표)로 소치가 2014년 동계 올림픽 개최권을 따내게 되었다.
- 두번의 도전에 실패한 평창은 국민들의 아쉬움 속에 마지막 도전이 시작되었고 2018년 동계올림픽 평창 유치위원회가 출범되었다. IOC의 자크 로게(당시 IOC 위원장)전 위원장을 비롯한 많은 국제 스포츠 인사들이 평창의 2018년 동계 올림픽 유치에 희망을 주었다. 당시 대한민국 국민들의 평창 유치 지지율이 91.4%에 달했다. 2018년 동계올림픽 유치 후보 도시로 프랑스 안시와 독일 뮌헨이 있었고 그 가운데 평창이 있었다. 그 중 독일 뮌헨은 올림픽 개최 경험이 있었고 교통 시설과 경기 시설에 대한 준비가 완벽했다. 이에 2018 평창 유치위원회는 유치 프리젠테이션에서 30분내 경기장 배치를 통해 선수와 경기 중심 올림픽을 개최하겠다는 강점을 내세웠고 `New Horizons(새로운 지평)`이라는 평창의 새로운 올림픽 비전을 발표했다. 그 결과 제 123차 국제올림픽위원회(IOC) 총회에서 평창은 뮌헨과 안시를 1차 투표에서 압도적으로 제치고 과반수 이상의 63표를 받으며 10년의 유치 도전 과정 끝에 대한민국 평창은 2018년 동계올림픽을 유치하게 되었다.

## 같이 보기
- 2018년 동계 올림픽
- 2018년 동계 패럴림픽